# 古梅ダム
古梅ダム（ふるうめダム）は、北海道網走郡美幌町、一級河川・網走川水系石切川に建設されたダムである。

## 概要
国土交通省北海道開発局が国営畑地帯総合土地改良パイロット事業美幌町の事業の1つとして建設し、オホーツク東部広域農業水利管理協議会（構成自治体：美幌町、大空町）が管理する灌漑用のダムである。